# Shen
Shen (en xinès 神) és un concepte clau de la cultura xinesa de significat polisèmic, amb onze sentits diferents segons el Hanyu Da Zidian. El pictograma està format amb l'arrel 'altar', fent referència a l'adoració de tot allò espiritual, i per això és un concepte central en la filosofia, la medicina tradicional i fins i tot les arts.
El mot s'usa com a arrel per a nombrosos compostos; per exemple shenguai vol dir 'monstre' perquè s'atribueix un origen sobrenatural a les criatures anòmales i guai significa 'diable'. Els guishen són en canvi els fantasmes. També és una arrel per a formar cognoms xinesos.

## Significats
En primer lloc significa 'divinitat', en el sentit d'una entitat creadora dins els panteons politeistes. També equival a 'esperit' com a ésser sobrenatural lligat als cels. Aquests dos significats són força propers però no els altres, que es relacionen amb la part espiritual però de l'home, pel panteisme general de les religions orientals. Així, shen també vol dir 'ment' quan es refereix a l'autoconsciència, i d'aquí a les seves virtuts principals, com la concentració o energia mental. Es lliga a la identitat, que es basa en aquesta activitat mental. Per aquest motiu també té els significats d'aparença, retrat o exhibició, ja que a partir de la identitat personal es constitueix el jo públic.
Un altre sentit de shen està relacionat amb els poders sobrenaturals o paranormals, però per extensió s'ha acabat aplicant als talents personals, com per exemple un professional molt bo o una persona molt intel·ligent. Aquest sentit ha donat peu al significat de 'respectat' que també posseeix la paraula, i d'aquí a designat quelcom valuós o preciós, fins i tot objectes. Recuperant la connotació de 'distingit', el mot s'aplica als governadors i als verbs que designen la seva acció, com 'regnar' o 'manar'. Donades les virtuts ideals d'aquests líders, la paraula ha acabat significant igualment 'curós' i 'circumspecte'.
El shen, pel seu caràcter diví i lligat a tot allò positiu o sobrenatural, es fa servir per referir-se als avantpassats, un culte que és clau en la cultura xinesa. Quan hom parla dels ancestres, usualment empra el terme kuei-shen, als quals ret sacrificis pel seu caràcter protector. La seva capacitat d'influir en la vida dels difunts és àmplia i si no se'ls té cura actuen com a dimonis, però no reben un nom específic. Per aquest motiu els textos xinesos poden resultar confusos per a parlants d'altres llengües, ja que déus i dimonis poden aparèixer amb el mateix terme englobador.
En l'acupuntura s'invoca el shen en el sentit d'energia vital espiritual, com una de les tres forces bàsiques de la persona, essent les altres el hun, lligat a l'ànima i la personalitat, i el po, lligat a la vida que manté el cos en funcionament. El centre físic del shen es troba al cor.